# Fear liath

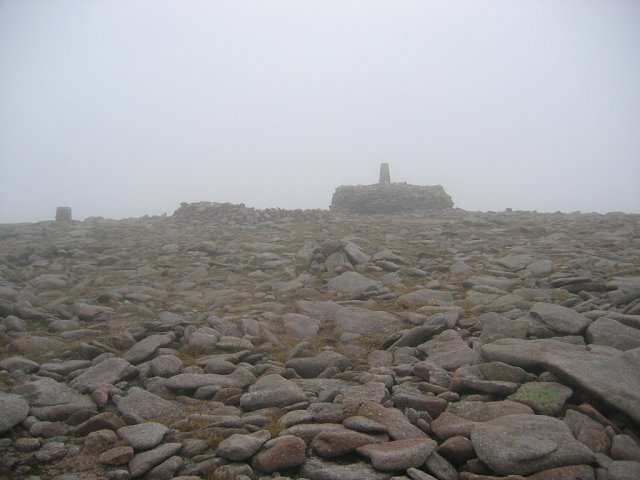
A Ben MacDui csúcsa

Az Am Fear Liath Mòr (əm fɛɾ ʎiə mɔːɾ; más néven Ben MacDhui nagy szürke embere vagy röviden a szürke ember) egy állítólagos teremtmény, ami az Egyesült Királyság második legmagasabb hegycsúcsának, a Cairngorms hegység legmagasabb pontjának, a Ben MacDuinak a környékén kísért. A leírások szerint rendkívül magas, rövid szőrrel borított lény, vagy láthatatlan jelenlét, ami kényelmetlen érzést okoz az arra járókban. Bizonyíték nincs a létezésére, leszámítva pár állítólagos szemtanú jelentéseit, illetve szokatlan lábnyomokat ábrázoló fényképeket.
Általában természetfölötti lénynek tartják, de hasonlították már a Himalájában élő jetihez és az észak-amerikai sasquatchhoz is. Már a 13. századból is maradtak fenn utalások vadon élő emberekre Skóciában és Európa-szerte; őket néha „erdei embereknek” nevezik és egyes feltételezések szerint kihaltnak hitt hominidák példányai.
1925-ben John Norman Collie ismert hegymászó felidézett egy ezzel a lénnyel kapcsolatos nyomasztó emléket. Harmincöt évvel korábban egyszer egyedül tartózkodott a Ben MacDhui csúcsának közelében. „Kezdett úgy tűnni, hogy valami mást is hallok saját lépteim zaján kívül. Minden általam megtett lépés után még egy reccsenést hallottam, mintha valaki jönne a nyomomban, az enyémeknél háromszor-négyszer nagyobb léptekkel. Collie a köd miatt nem tudta kivenni a zaj forrását. „A mögöttem hallható rémisztő hang hallatán elfogott a rettegés. Futásnak eredtem, és négy vagy öt mérföldön át vakon botladoztam a nagy kőtömbök között.”
Más hegymászók hasonló eseményekről számoltak be, többen leküzdhetetlen félelmet éreztek, és olyanok is voltak, akik hatalmas szürke alakot véltek látni maguk mögött, mások csak hangokat hallottak vagy megmagyarázhatatlan okokból rettegni kezdtek.
Matt Lamy A 100 legkülönösebb megmagyarázhatatlan rejtély (100 Strangest Unexplained Mysteries) című könyvében leír egy esetet az 1990-es évek elejéről, amelyben három férfi egy két lábon járó, nem hátborzongatóan emberi arcú lényt pillantott meg egy Aberdeen-közeli erdőben. Pár héttel később, amikor éjszaka hajtottak át ezen a környéken, ismét látták a lényt, ami a 72 km/h sebességgel haladó autó mellett rohant és mintha megpróbált volna bejutni a járműbe.
Hasonló pánikot váltottak ki a szemtanúkból az észak-amerikai sasquatch-észlelések is. Ezt infrahangokkal és feromonokkal is megkísérelték magyarázni. Karl Shuker kriptozoológus 1997-ben megjelent Megmagyarázhatatlan dolgok (The Unexplained) című könyvében azt írja, a lény talán egy dimenziók közti kapu őrzője. Hallucinációt és pánikot azonban kiválthat az elszigeteltség, a kimerültség és egy Brocken-spektrum nevű optikai illúzió is. Utóbbi bizonyos légköri körülmények közt fordul elő, amikor a nap egy bizonyos szögben süt. Az emberi árnyék és az alacsonyan lévő felhők egy nagy termetű, ködösen kivehető humanoid alak illúzióját keltik. Ez a legáltalánosabban elfogadott magyarázat a dologra.

## Külső hivatkozások
- Snow Beasts and Beast Men
- Am Fear Liath Mor
- THE GREY MAN OF BEN MACDHUI Cairngorms, Scotland
- The Cryptid Zoo: Big Gray Man (Fear Liath Mor)
- Myths & Mysteries